# Marta Vilajosana Andreu
Marta Vilajosana Andreu (Barcelona, 13 de març de 1975) és una exciclista professional catalana.
Va començar a competir l'any 1989 en diverses modalitats abans de passar al ciclisme en ruta. Disputà quatre edicions del Tour de França, vuit del Giro d'Itàlia, deu Campionats del Món i participà en els Jocs Olímpics de Pequín 2008 en les proves de ruta i contrarellotge. Del seu palmarès, destaquen les victòries d'etapa del Giro del Trentino (2005), del Giro d'Itàlia (2006) i del Tour del Llemosí (2007), així com la victòria al campionat d'Espanya de fons de carretera el 2009.
Abandonà la competició el 2010 i esdevingué tècnica de la Federació Catalana de Ciclisme. L'any següent va ser guardonada amb el Premi Dona i Esport.

## Palmarès
- 1998
  - 1a San Miguel Saria
- 2000
  - 1a al Trofeu Manolo Pérez
  - Vencedora d'una etapa al Trofeu d'Or
- 2001
  - Vencedora d'una etapa al Tour de l'Alta Viena
- 2002
  -  Campiona d'Espanya en persecució
  - Vencedora d'una etapa al Tour de l'Alta Viena
- 2003
  - Vencedora de 3 etapes a la Fletxa gascona
- 2005
  - Vencedora d'una etapa al Giro del Trentino
- 2006
  - Vencedora d'una etapa al Giro d'Itàlia
- 2007
  - Vencedora d'una etapa a la Volta a El Salvador
  - Vencedora d'una etapa al Tour féminin en Limousin
- 2009
  -  Campiona d'Espanya en ruta